# Ehemalige Provinzialpflegeanstalt
Die ehemalige Provinzialpflegeanstalt ist ein Krankenhaus in Darmstadt-Eberstadt, es gehört heute zum Klinikum Darmstadt. Aus architektonischen und stadtgeschichtlichen Gründen ist das Bauwerk ein Kulturdenkmal.

## Geschichte und Beschreibung
Die ehemalige großherzoglich hessische Provinzial-Heil- und Pflege-Anstalt Eberstadt wurde 1903 nach Plänen des Architekten und staatlichen Baubeamten Reinhard Klingelhöffer (1851–1935) durch Georg Scherer erbaut.
In der Mitte des Ensembles steht das ehemalige Verwaltungsgebäude, nördlich davon der ehemalige Männerbau, südlich der ehemalige Frauenbau. Westlich vom Verwaltungsgebäude, in dessen Achse gelegen, liegt das Wirtschaftsgebäude.
Die symmetrisch angeordneten Einzelbauten wurden in traditioneller Bauweise als Putz-Sandsteinbauten ausgeführt. Die Fassaden der Gebäude werden durch verschiedene Fensterformate wie Stichbogenfenster, einfache und gekoppelte Rechteckfenster gegliedert. Die schiefergedeckten Krüppelwalmdächer der Einzelbauten, verschiedene Gaubenmotive und ein Uhrtürmchen betonen den ländlichen, traditionellen Baustil.
Das Tor des nicht mehr genutzten Haupteingangs ist in drei Bögen aufgelöst. Die Bögen sind mit kleinen, in Biberschwänzen gedeckten Satteldächern überdacht.